# Aurora Gaming
Aurora Gaming (Aurora) — киберспортивная организация, основанная в Сербии в 2022 году. Имеет подразделения по Dota 2, Counter-Strike 2, Apex Legends, Mobile Legends: Bang Bang, Warcraft 3.

## Dota 2

### История
13 ноября 2023 года Aurora подписала бывший состав Talon Esports, сильнейшей команды в регионе Юго-Восточной Азии (SEA). В состав вошли Нуенгнара «23savage» Теерамаханон, Армель «Armel» Табиос, Ануча «Jabz» Джиравонг, Воравит «Q» Мекчай и Чан «Oli» Чон Киен. В марте 2024 года Армель был отправлен в отставку. Вскоре после этого Aurora объявила Артема «Lorenof» Мельника своим новым мидером. На The International 2024 команда заняла 7—8 место. 5 февраля 2025 года Aurora объявила о роспуске своего состава. Однако уже 28 февраля был собран новый состав. В него вошли Егор «Nightfall» Григоренко, Глеб «kiyotaka» Зырянов, Александр «TORONTOTOKYO» Хертек, Мирослав «Mira» Колпаков, Никита «panto» Балаганин. Общие призовые команды за всё время: 396 882 $.

### Текущий состав
|                 | Ник             | Полное имя        | Роль                | Присоединился   |
| Основной состав | Основной состав | Основной состав   | Основной состав     | Основной состав |
| --------------- | --------------- | ----------------- | ------------------- | --------------- |
| Флаг России     | Nightfall       | Егор Григоренко   | Керри               | 28 февраля 2025 |
| Флаг России     | kiyotaka        | Глеб Зурьянов     | Мидер               | 28 февраля 2025 |
| Флаг России     | TORONTOTOKYO    | Александр Хертек  | Офлейнер            | 28 февраля 2025 |
| Флаг Украины    | Mira            | Мирослав Колпаков | Саппорт 4-й позиции | 28 февраля 2025 |
| Флаг Беларуси   | panto           | Никита Балаганин  | Саппорт 5-й позиции | 28 февраля 2025 |

### Достижения
| Место | Турнир                      | Место проведения | Дата          | Призовые |
| 2024  | 2024                        | 2024             | 2024          | 2024     |
| ----- | --------------------------- | ---------------- | ------------- | -------- |
| 7—8   | The International 2024      | Копенгаген       | 4—15 сентября | 64 273 $ |
| 5—6   | BetBoom Dacha Belgrade 2024 | Белград          | 19—26 октября | 40 000 $ |

## Mobile Legends: Bang Bang
Aurora Gaming присоединилась к филиппинской лиге Mobile Legends: Bang Bang, MPL Philippines. 27 июля 2024 года Aurora представила свой официальный состав Mobile Legends: Bang Bang на 14-й сезон в PARQAL, Aseana City, Parañaque. В состав вошли Эдвард Джей «Edward» Дападап, Джон Пол «H2wo» Салонга, Кеннет Карл «Yue» Тадео, Ян Доминик «Domeng» Дельмундо, Бен Селое «Benthings» Дизон Маглак и Ренеджай «Renejay» Баркас.

## Counter-Strike 2

### История
В 2023 году команда Aurora по Counter-Strike 2 выиграла турнир CCT South Europe Series 2, обыграв в гранд-финале команду Bad News Eagles со счётом 2:1.
В 2024 году Aurora также одержала победу на турнире Skyesports Masters 2024, победив OG со счетом 3:1.
5 апреля 2025 года организация распустила состав из-за пропуска MRQ к BLAST.tv Major: Austin 2025. В этот же день был представлен новый состав, выкупленный у Eternal Fire.

### Текущий состав
|                   | Ник             | Полное имя            | Роль            | Присоединился   |
| Основной состав   | Основной состав | Основной состав       | Основной состав | Основной состав |
| ----------------- | --------------- | --------------------- | --------------- | --------------- |
| Турция            | MAJ3R           | Энгин Купели          | Капитан         | 5 апреля 2025   |
| Турция            | woxic           | Озгюр Экер            | Снайпер         | 5 апреля 2025   |
| Турция            | Wicadia         | Али Хайдар Ялчин      | Стрелок         | 5 апреля 2025   |
| Турция            | XANTARES        | Исмаилджан Дёртказдеш | Стрелок         | 5 апреля 2025   |
| Турция            | jottAAA         | Самет Кокли           | Стрелок         | 5 апреля 2025   |
| Тренерский состав |                 |                       |                 |                 |
| Турция            | Fabre           | Сезгин Калайчи        | Сезгин Калайчи  | 5 апреля 2025   |

### Достижения
| Место | Турнир                                  | Место проведения | Дата                  | Призовые  |
| 2023  | 2023                                    | 2023             | 2023                  | 2023      |
| ----- | --------------------------------------- | ---------------- | --------------------- | --------- |
| 3     | CCT Season 1 Online Finals #2           | Онлайн           | 2—10 августа          | 25 000 $  |
| 3—4   | Roobet Cup 2023                         | Онлайн           | 25 октября — 2 ноября | 15 000 $  |
| 2     | CCT Season 1 Online Finals #5           | Онлайн           | 30 ноября — 7 декабря | 40 000 $  |
| 2024  |                                         |                  |                       |           |
| 1     | Skyesports Masters 2024                 | Онлайн           | 8—14 апреля           | 105 000 $ |
| 2     | ESL Challenger Melbourne 2024           | Мельбурн         | 26—28 апреля          | 20 000 $  |
| 3     | MESA Nomadic Masters Spring 2024        | Улан-Батор       | 28 мая — 2 июня       | 15 000 $  |
| 3—4   | ESL Challenger at DreamHack Summer 2024 | Йёнчёпинг        | 14—16 июня            | 10 000 $  |
| 3—4   | Skyesports Championship 2024            | Мумбаи           | 23—28 июля            | 35 000 $  |
| 2025  |                                         |                  |                       |           |
| 3     | PGL Astana 2025                         | Астана           | 10—18 мая             | 150 000 $ |

## Warcraft 3
11 марта 2024 года Aurora открыла подразделение по Warcraft 3. Был подписан контракт с Дмитрием «Happy» Костиным, профессиональным российским игроком.

### Выступления
29 декабря 2024 года Happy занял второе место на турнире «Don’t Force Me Cup — 2024 Finals», уступив в финале китайскому игроку Fortitude со счётом 2:4.

## Шахматы
18 февраля 2025 года Aurora подписала контракт с Яном Непомнящим. Гроссмейстер будет представлять организацию на турнирах серии Esports World Cup.